# عقدة أوديب

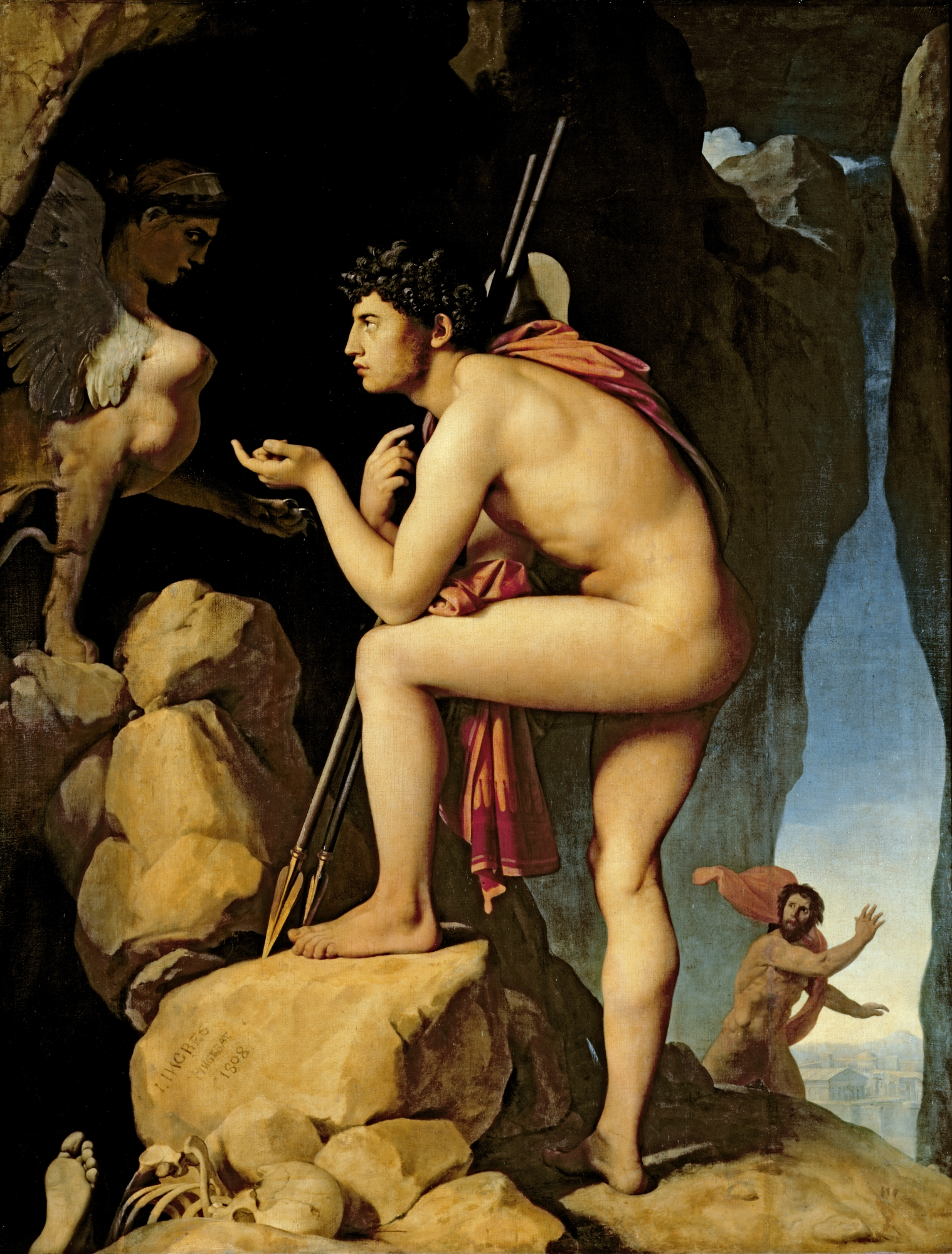
أوديب يشرح لغز لأبو الهول للرسام جان أوغست في 1805

عقدة أوديب (بالإنجليزية: Oedipus complex)‏ هي مفهوم أنشأه سيجموند فرويد واستوحاه من أسطورة أوديب الإغريقية، وهي عقدة نفسية تطلق على الذكر الذي يحب والدته ويتعلق بها ويغار عليها من أبيه فيكرهه، وهي المقابلة لعقدة إليكترا عند أنثى.
في نظرية التحليل النفسي،  مصطلح عقدة أوديب يدل على المشاعر والأفكار والأحاسيس الجنسية التي تبقى مكبوتة في العقل الباطن للطفل تجاه أمه

## خلفية تاريخية
اسم أوديب باللغة اليونانية يعني (صاحب الأقدام المتورمة)! وملخص هذه الأسطورة أن العراف قال لملك طيبة آنذاك بأنه سيُقتل بيد ابنه، وفي ذلك الوقت كانت زوجته (جوكاست) حاملاً، فلما ولدت أوديب أمر الملك بان تدق مسامير في أقدام الوليد ويرمى فوق الجبل ولهذا السبب جاء اسمه أوديب. وهكذا دقت المسامير ورمي فوق الجبل فوجد الرعاة ذلك الطفل على تلك الحالة فأخذوه إلى ملك (كورنثيا) الذي تولى تربيته كما يُربى الأمراء، ولما كبر أوديب أراد أن يعرف موطنه ومولده ولكن العراف لم ينصحه بذلك أي العودة إلى بلاده، وقال له أن هناك خطر ينتظرك وستقتل أباك وتتزوج أمك ولم يأبه أوديب بذلك وقرر أن يغادر كورنثيا ويذهب إلى طيبة موطنه الأصلي، وفي الطريق صادف رجلاً تشاجر معه واشتدت المشاجرة حتى قتله، ولكنه لم يعرف أنه قتل أباه. ذهب أوديب إلى طيبة وفي ذلك الوقت كان (السفينكس) ذلك الحيوان الذي له رأس امرأة وجسم أسد وجناحا طائر يقسو على أهالي طيبة ويعذبهم أشد العذاب. وإن الآلهة أرسلت (السفينكس) إلى طيبة ليسأل الناس ألغازاً ومن لم يحل تلك الألغاز يقتله. دفع هذا الوضع (كربون) خليفة الملك (لايوس) أن يعلن للناس بأن كل من يخلّص البلد من محنتها التي يسببها لها هذا المخلوق الشرير سيتولى العرش ويتزوج أرملة الملك (لييوس) الملكة الجميلة (جوكاستا)، وعندما دخل أوديب المدينة قابله (السفينكس) وألقى عليه ذلك اللغز الذي يتضمن (ما هو الحيوان الذي يمشي على أربعة صباحاً، وعلى اثنين ظهراً، وعلى ثلاثة مساءً؟) أجاب أوديب على هذا السؤال وذلك بقوله إنه الإنسان، أي عندما يكون طفلاً يحبو على أربعة وعندما يكبر يمشي على اثنين، وعندما يشيخ يستعين بالعصا أي انه يمشي على ثلاثة. هناك روايتين إحداهما تقول عندما سمع سيفينكس هذا الجواب انتحر، وأخرى تقول إن أوديب قتله. ونتيجة لذلك صار ملكاً على طيبة وتزوج الملكة دون أن يعرف بأنها أمه وأنجب منها طفلة واحدة، عندها جاء العراف وأبلغه بالحقيقة المرة، فعندما عرفت زوجته التي هي أمه الحقيقة شنقت نفسها، أما أوديب فقد فقع عينيه وغادر طيبة مع ابنتهِ التي ولدتْها أمُهُ وهامَ ليعيشَ بقيةَ حياتهِ في البؤس.
.

### عقدة أوديب
في النظرية الكلاسيكية للتحليل النفسي، تحدث عقدة أوديب خلال المرحلة القضيبية من التنمية النفسية أي سن (3-6 سنوات)، عندما يحدث أيضاً تشكيل الرغبة الجنسية....

### سلوك أوديب المؤنث
أحاسيس جنسية مكبوتة لدى الطفل تجاه والده الذي لا يكون من نفس جنسه، تكون هذه الأحاسيس مدموجة بسباق مع الوالد من نفس جنسه، يعتبر هذا الامر مرحلة سليمة في تطور الطفل، والتي كان فرويد أول من وصفها. في نهاية هذه المرحلة، تختفي الأحاسيس الجنسية تجاه الوالد من الجنس الآخر ويزداد الشعور بالتضامن مع الوالد من نفس الجنس. يعتقد بان التوقف عن التطور في المرحلة الأوديبية مسؤول عن المشاكل الجنسية وسلوك عصابي آخر.
.

## التنقيح لنظرية فرويد

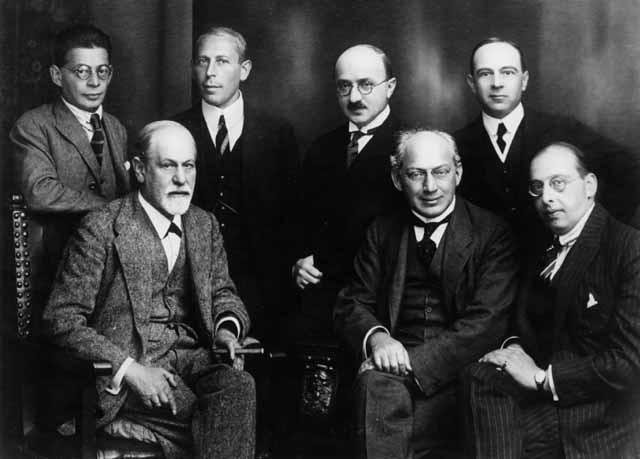
عقدة أوديب: الترتيب أوتو خلف سيجموند فرويد، والمحللين النفسيين ألاخرين (1922).

عندها اقترح سيجموند فرويد (1856-1939) أن عقدة أوديب معروفة نفسيا وعالميا، وذلك للتطور الذي شهده علم النفس.

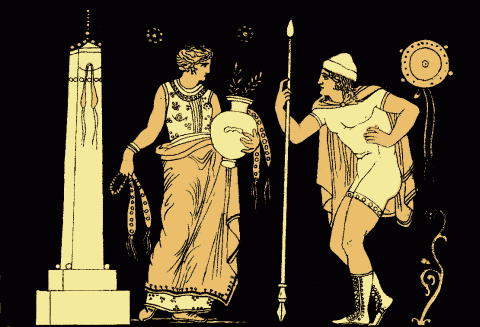
عقدة إلكترا: قاتل أمه الكترا وأوريستيس.